# Vincas Krėvė-Mickevicius
Vincas Mickevičius, més conegut pel seu pseudònim literari Vincas Krėvė-Mickevicius o també es coneix com a Vincas Kreve, el nom abreujat que feia servir als Estats Units. (Subartonis, 19 d'octubre de 1882 - Broomall, Pennsilvània, 17 de juliol de 1954), va ser filòleg i escriptor lituà. La seva obra literària inclou diverses àrees com ara narrativa, poesia, novel·la, drama històric, recol·lecció de folklore lituà i obres de temàtica oriental.

## Biografia
Vincas Mickevičius va néixer el 19 d'octubre de 1882 a la vila de Subartonis, del comtat d'Alytus, ubicat a l'est de Lituània. Fill de pagesos, els pobladors nomenaven Krėvė a la família Mickevičius, raó per la qual l'escriptor va escollir Krėvė com el seu pseudònim. Vincas Krėvė-Mickevičius va viure amb gran intensitat els costums i tradicions del seu districte natal, que més tard van ser font d'inspiració de la seva obra literària.
El 1898, va entrar a estudiar el sacerdoci catòlic al seminari de Vílnius, però el 1900 ho va deixar convençut que aquesta no era la seva vocació. Es va matricular a la Universitat de Kiev l'any 1904, però un any més tard, la universitat va tancar temporalment donades les condicions revolucionàries a l'Imperi Rus. No desitjant interrompre els seus estudis, Krėvė-Mickevičius es va inscriure en la Universitat de Lviv a Galítzia, que en aquest moment pertanyia a l'Imperi Austrohongarès. Allà va rebre el títol de doctor en filologia el 1908, i aquest mateix any, la Universitat de Kiev li va lliurar una medalla d'or per la seva tesi de l'origen del poble indoeuropeu. El 1913, la Universitat de Kiev li va concedir el grau de mestratge en lingüística comparativa per la seva dissertació a l'origen dels noms Buda i Pratjekabuddha.
El 1909, passa a exercir com a professor de batxillerat a la ciutat de Bakú, Azerbaidjan. Tres anys més tard, col·labora en la fundació de la Universitat de Bakú, on arriba a impartir càtedra. Lituània aconsegueix la seva independència el 1918, i un any més tard, Krėvė-Mickevičius es converteix en cònsol lituà a l'Azerbaidjan. El 1920, torna a Lituània per establir-se a Kaunas, que en aquest moment era la capital temporal.
Quan s'inaugura la Universitat de Lituània el 1922, Krėvė-Mickevičius s'integra com a professor de llengües i literatures eslaves, càrrec que ocupa durant dues dècades.
El 17 de juny de 1940, el Govern del Poble sota el Primer ministre Justas Paleckis es va instal·lar a Lituània sota pressió soviètica. Vincas Krėvė-Mickevičius és nomenat Ministre d'Afers Exteriors i Assistent al Primer Ministre. Poc després, viatja a Moscou per protestar per les accions soviètiques que afectaven la independència lituana i el seu benestar econòmic. L'1 de juliol de 1940 es reuneix amb Viacheslav Mólotov i se n'assabenta de la intenció soviètica d'annexar-se Lituània. En tornar, sol·licita la seva renúncia, que en un no res és negada. No serà aquesta acceptada fins quan se celebren eleccions i el parlament vota a favor de la incorporació de Lituània a la Unió Soviètica.
Davant l'ocupació alemanya a Lituània, produïda el 1941, i la clausura de les institucions d'educació superior el 1943, Krėvė-Mickevičius cerca refugi. Després que les forces soviètiques recuperessin el territori lituà el 1944, Krėvė-Mickevičius fuig i s'estableix en un campament de persones desplaçades a Glasenbach, a la vora de Salzburg, Àustria. Aquí ensenya a l'escola de batxillerat del campament lituà. El 1947, la Universitat de Pennsilvània l'invita a integrar-se a la seva facultat. Aquí Krėvė-Mickevičius exerceix com a professor ajudant de llengües i literatures eslaves fins a 1953, any en què es retira. Mor el 17 de juliol de 1954, a Broomall, a la vora de Filadèlfia, Pennsilvània, als Estats Units.
Va ser considerat candidat al Premi Nobel de Literatura.

### Literatura
A l'edat de quinze anys fa els seus primers intents en literatura, escrivint en rus i polonès; després de 1902, comença a escriure en lituà. El primer volum d'obres recol·lectades s'imprimeix el 1921. En aquest moment era una figura molt reconeguda i respectada, havent treballat com a editor de diversos diaris acadèmics i literaris.
La producció literària de Vincas Krėvė-Mickevičius és àmplia i variada. Incloïa drames històrics, col·leccions de folklore, contes i esbossos de la vida del poble, novel·les sobre els problemes contemporanis i contes basats en temes orientals. La seva obra plena d'un impuls romàntic, cridant l'atenció a la vida rural i els temes orientals, s'equilibra amb la narració realista i descripció. La seva escriptura es caracteritza per una inusual gran vocabulari amb notable puresa. Alguns estudiosos sostenen que la llengua lituana va adquirir una gamma d'expressió mitjançant les seves obres només rivalitzat pel de l'antiga Grècia.

## Obres
- Šarūnas, Dainavos kunigaikštis, 1911
- Dainavos šalies senų žmonių padavimai, 1912
- Žentas, 1922
- Šiaudinėj pastogėj, 1922
- Skirgaila, 1922
- Dainavos krašto liaudies dainos, 1924
- Likimo keliais, 1926-1929
- Rytų pasakos, 1930
- Sparnuočiai liaudies padavimuose, 1933
- Karaliaus Mindaugo mirtis, 1935
- Patarlės ir priežodžiai, 1934–37
- Raganius, 1939
- Miglose, 1940
- Dangaus ir žemės sūnūs, 1949